# Det levende Hittegods
Det levende Hittegods er en dansk stumfilm fra 1920 med instruktion og manuskript af Lau Lauritzen Sr..

## Handling
Denne artikel mangler et handlingsreferat. Hjælp os med at skrive det.